# Dragostea la 20 de ani
Dragostea la 20 de ani este un film din 1962 regizat de Andrzej Wajda.